# John Burns
John Elliot Burns (ur. 20 października 1858 w Lambeth, zm. 24 stycznia 1943) – brytyjski działacz związków zawodowych i polityk, bezpartyjny, minister w rządach Henry’ego Campbella-Bannermana i Herberta Henry’ego Asquitha.
Był synem szkockiego inżyniera. Początkowo wykonywał zawód ojca. Tam zapoznał się z pismami Johna Stuarta Milla, Thomasa Carlyle’a i Johna Ruskina. W 1879 r. został członkiem Amalgamated Society of Engineers. Następnie przez dwa lata pracował dla United Africa Company. Podczas pobytu w Afryce przyjął poglądy socjalistyczne, które wynikały z doświadczenia oraz z przyjaźni z uczestnikami Komuny Paryskiej. Po powrocie do Wielkiej Brytanii założył oddział Federacji Socjaldemokratycznej w Battersea.
Po wygranych wyborach do rady wykonawczej SDF, Burns bez powodzenia startował w wyborach parlamentarnych 1885 r. Rok później zaangażował się w londyńskie demonstracje przeciwko bezrobociu. Został wówczas aresztowany i oskarżony o zmowę i podżeganie do popełnienia przestępstwa. Został jednak uniewinniony z tych zarzutów. Ponownie aresztowano go 13 listopada 1887 r., po demonstracji przeciwko nadużyciom w Irlandii. Burns został wtedy uwięziony na 6 tygodni.
Po strajku w dokach londyńskich w sierpniu 1889 r. Burns opuścił SDF i zaangażował się w działalność w związkach zawodowych. Wkrótce został wybrany do nowo utworzonej rady miejskiej Londynu. W 1892 r. uzyskał mandat parlamentarny z okręgu Battersea jako reprezentant Niezależnej Partii Pracy. Kiedy jego klubowy kolega, Keir Hardie, doprowadził do utworzenia Partii Pracy, Burns związał się z Partią Liberalną.
W 1905 r. został przewodniczącym Rady Samorządu Lokalnego. W 1914 r. został przewodniczącym Zarządu Handlu. Będąc pacyfistą zrezygnował ze stanowiska ministra handlu po wybuchu I wojny światowej, w proteście przeciwko zaangażowaniu Wielkiej Brytanii w ten konflikt. Wcześniej sprzeciwiał się również II wojnie burskiej. W 1918 r. wycofał się z czynnego życia politycznego.
Resztę życia spędził rozwijając swoje zainteresowania związane z historią Londynu, książkami i krykietem. Zmarł w 1943 r. Został pochowany na cmentarzu św. Marii w Battersea Rise.